# Galerius
Gaius Galerius Valerius Maximianus (mezi 250 a 260 dnešní Gamzigrad, Srbsko – počátek května 311 patrně dnešní Sofie, Bulharsko) byl římský císař panující od 1. května 305 do počátku května 311 v rámci druhé až čtvrté tetrarchie. Předtím byl během první tetrarchie caesarem císaře Diocletiana pro východní část říše (293–305).

## Původ a kariéra
Galerius, jehož původní jméno patrně znělo Maximinus, pocházel z prosté venkovské rodiny usazené v Ilýrii. Jeho otec byl rolník, o matce Romule se žádné údaje nedochovaly. V mládí pásal budoucí císař dobytek (alespoň podle některých pramenů), a dostal proto přízvisko Armentarius (pasák krav). Později – za vlády Aurelianovy – vstoupil do armády, kde vynikl statečností, a za Diocletiana se vypracoval mezi významné velitele. Někdy v této době se oženil s blíže neznámou ženou, která mu porodila dceru Valerii Maximillu.

## Proklamace zacaesara
Ve 3. století vyvolaly vpády barbarských etnik a vnitropolitická nestabilita zvýšenou potřebu dělby moci mezi několik panovníků. Oproti dřívějším praktikám, kdy se do funkcí uváděli především rodinní příslušníci, jmenoval císař Diocletianus spoluvládcem svého přítele, schopného vojevůdce Maximiana, jemuž dal do správy západní polovinu říše. Tento model se v daných podmínkách osvědčil jen částečně, a tak vznikla myšlenka tetrarchie (čtyřvládí). V březnu a květnu 293 ustanovili oba spolucísaři, Diocletianus a Maximianus, každý svého vlastního spoluvladaře s hodností caesara: Maximianus prefekta Constantia, Diocletianus Galeria. Constantius byl Maximianem pro forma adoptován (jeho zetěm se stal již dříve), zatímco Galerius se musel po urychleném rozvodu oženit s Diocletianovou dcerou Galerií Valerií. Oba se změnili na designované následníky trůnu.

## Spoluvladařem

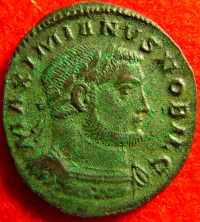
Mince caesara Galeria

Galeriovým hlavním úkolem po převzetí moci byla obrana hranice na Dunaji, velmi zranitelné vzhledem ke své délce – proto si také jako caesar zvolil za rezidenci Sirmium. Už v roce 294 byly odraženy první útoky Sarmatů a po nich roku následujícího také nájezdy Karpů, Bastarnů a asi i Gótů. Karpy dal Galerius usídlit v Panonii, sám pak přijal vítězná příjmení Sarmaticus maximus a Germanicus maximus (velký vítěz nad Sarmaty a Germány).
V roce 296 poslal Diocletianus Galeria do Sýrie, aby zakročil proti Peršanům, kteří se pokoušeli ovládnout vazalskou Arménii. Galerius svedl s králem Narsém poblíž Karrh bitvu, v níž utrpěl těžkou porážku, a značně tím poškodil svou pověst schopného vojevůdce. Diocletiana to velmi rozladilo a caesar musel urychleně shromáždit v podunajských provinciích nové vojsko, aby katastrofu odčinil. V roce 297 vpadli Římané do Arménie, zlomili perský odpor a donutili krále Narsého k výhodnému míru. Klid na hranici poté vydržel čtyřicet let, až do závěru vlády Konstantina Velikého.
Od roku 299 pobýval Galerius opět převážně na Balkáně a vedl četné boje se zadunajskými etniky, jak o tom svědčí jeho vítězná titulatura. Křesťanské prameny v něm následně vidí hlavního podněcovatele pronásledování církve, které Diocletianus posvětil ediktem z 23. února 303, a dalšími ještě ostřejšími nařízeními. Nakolik je obvinění opodstatněné, musí zůstat otevřeno, neboť badatelé nejsou v této věci jednotní.

## Císařem východu
Dne 1. května 305 se Diocletianus, který již delší čas cítil únavu z vládnutí, vzdal v Nikomédii trůnu a přiměl k tomu i Maximiana na západě, byť s jistými potížemi. V kontextu římských císařských dějin se jednalo o bezprecedentní krok, neboť Diocletiana k němu nenutila ani politická situace, ani jiné vnější okolnosti – jeho postavení bylo naopak neotřesitelné. Abdikace vedla ke vzniku druhé tetrarchie, jež (jak se později ukázalo) vydržela pouhý rok. Constantius s Galeriem se stali plnoprávnými císaři, první pro západ, druhý pro východ, a zároveň byli jmenováni caesary Flavius Severus a Galeriův synovec Maximinus Daia. Toho Galerius již dříve adoptoval a povýšil ho do funkce vojenského tribuna.
Na dunajské hranici tou dobou probíhaly drobné potyčky se Sarmaty, a Galerius proto ještě téhož roku vytáhl do války. V bojích se vyznamenal mladý syn císaře Constantia Konstantin, Galerius ho však brzy odeslal za otcem, aby ho doprovázel do Británie.

### Zápas s Maxentiem
V červenci 306 zemřel císař Constantius a vojsko v Británii prohlásilo bez jakýchkoli konzultací jeho nástupcem Konstantina. Galerius reagoval tím, že Konstantina sice uznal, ale jen jako caesara, a císařem západu potvrdil dle pravidel tetrarchie Flavia Severa. Když se o podobný krok pokusil v říjnu i syn excísaře Maximiana Maxentius, Galerius to již neakceptoval, neboť by se narušil celý systém následnictví zavedený Diocletianem. Tak vypukla občanská válka, která fatálně poznamenala třetí i čtvrtou tetrarchii.
V první fázi, jež probíhala zhruba do jara roku 307, bylo odraženo tažení císaře Severa na Řím, centrum Maxentiovy moci. Flavius Severus, oslabený četnými dezercemi, se musel stáhnout do Ravenny, kde ho excísař Maximianus donutil asi v dubnu k abdikaci pod příslibem zachování života (fakticky se z něj stal zajatec). Maximianus přijal opět císařský titul, odebral se do Galie a navázal tam spojenectví s caesarem Konstantinem, jemuž dal svou dceru za ženu. V létě 307 vpadl do Itálie osobně Galerius, aby zde zjednal pořádek; ani on však ničeho nedosáhl, pouze vyplenil rozsáhlé oblasti na poloostrově. Za situace, kdy Maxentiovo povýšení uznal kromě Maximiana i Konstantin, neviděl Galerius jinou možnost než požádat o zásah bývalého císaře Diocletiana.

### Konference v Carnuntu
Dne 1. ledna 308 nastoupil Diocletianus spolu s Galeriem řádný konzulát a v listopadu téhož roku se oba sešli v Carnuntu s Maximianem, aby projednali složitou situaci v říši. Starý císař odmítl znovu převzít vládu, potvrdil ve funkci Galeria i oba caesary a posvětil jmenování nového císaře pro západ, Licinia. Maxentius nebyl jako císař opět uznán a Diocletianovi se podařilo přimět Maximiana, aby podruhé rezignoval.
Ačkoli konference v Carnuntu formálně ustavila čtvrtou (a poslední) tetrarchii, s výjimkou Maximianovy abdikace se toho reálně změnilo jen málo. Sesazený Maxentius nadále ovládal Itálii i s hlavním městem, caesarové nespokojení se svým postavením přijali brzy plnou císařskou titulaturu a Diocletianus dal zřetelně najevo, že se vlády již neujme, i když si to Galerius přál. Z hlediska praktické politiky se jednalo o zjevný Galeriův neúspěch.

### Toleranční edikt a smrt
V náboženské oblasti byl Galerius stejně konzervativní jako Diocletianus, proto na východě perzekuce křesťanů neustávala ani po roce 305, ačkoli západní císaři Maxentius i Konstantin zvolili mnohem mírnější kurz. V roce 310 však Galerius, již vážně nemocný v důsledku rakoviny, sám pochopil neudržitelnost této politiky a dal vypracovat toleranční edikt, který z křesťanství učinil trpěné náboženství (religio licita). Edikt byl zveřejněn 30. dubna 311 v Nikomédii a již o několik dní později churavějící císař zemřel. Jeho odchodem zanikla koncepce tetrarchie, jejímž byl patrně posledním zastáncem.

## Stavební činnost
Nejznámější Galeriovou stavbou je vítězný oblouk v Soluni (Řecko), vztyčený u příležitosti vítězství nad králem Narsém v letech 297/298. Kromě něj se dochoval palác v Gamzigradu (Srbsko), který je od roku 2007 zapsán do seznamu světového dědictví UNESCO.